# First Choice Airways
First Choice Airways – brytyjska czarterowa linia lotnicza z siedzibą w Crawley. Należy do TUI Travel PLC.